# Ksantoproteinska reakcija
Ksantoproteinska reakcija je reakcija kojom se dokazuje postojanje benzenovog prstena u jezgri bjelančevina. S koncentriranom dušičnom kiselinom aromatske jezgre u bjelančevinama nitriraju, te nastaju aromatski spojevi žute boje. S dodatkom bazičnog spoja poput amonijaka, dobiva se narančasta boja.